# Józef Czechowicz (poeta)
Józef Czechowicz (ur. 15 marca 1903 w Lublinie, zm. 9 września 1939 tamże) – polski poeta awangardowy dwudziestolecia międzywojennego, członek i jeden z założycieli grupy poetyckiej „Reflektor”, w latach 30. skupił wokół siebie pokaźne grono młodych poetów zaliczanych do II Awangardy (m.in. Stanisław Piętak, Bronisław Ludwik Michalski, Józef Łobodowski).
Aktywny uczestnik życia literackiego Lublina (autor wielu utworów lirycznych poświęconych miastu), redaktor kilkunastu czasopism (przede wszystkim literackich i dziecięcych), a także pracownik Polskiego Radia, dla którego pisał słuchowiska radiowe.

## Życiorys

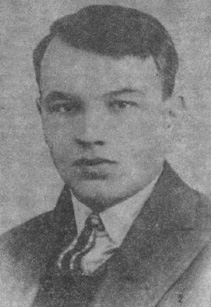
Młody Józef Czechowicz

Urodził się 15 marca 1903 w Lublinie, jako czwarte dziecko w rodzinie Pawła i Małgorzaty z Sułków. Dzieciństwo spędził w suterenie przy ulicy Kapucyńskiej 3 (na tyłach obecnej Galerii Centrum, a dawnego hotelu Victoria, zburzonego podczas II wojny światowej). Było to służbowe mieszkanie jego ojca, który pracował jako woźny w Banku Handlowym. W 1912 ojciec zmarł, a jego posadę objęła matka.
W 1913 Czechowicz rozpoczął naukę w rosyjskojęzycznej jedenastoklasowej szkole elementarnej. Dzięki staraniom matki i rodzeństwa umiał już wówczas czytać i pisać po polsku. Kiedy dwa lata później Lublin zajęli Austriacy (1915), przeniósł się do nowo utworzonej pierwszej powszechnej szkoły polskiej, którą ukończył z wyróżnieniem w 1917. Potem rozpoczął naukę w czteroletnim Seminarium Nauczycielskim.
W 1920 jako ochotnik wyruszył na wojnę polsko-bolszewicką. Po trzech miesiącach, pod koniec października, powrócił do szkoły, którą ukończył w 1921. Następne etapy jego edukacji to Wyższy Kurs Nauczycielski w Lublinie oraz studia w Instytucie Pedagogiki Specjalnej w Warszawie. Po studiach rozpoczął pracę jako nauczyciel we wsi Słobódka na Wileńszczyźnie. Swoje przeżycia z pobytu w Słobódce spisał w dzienniku, z którego zachowały się tylko fragmenty. Zapiski pokazują proces kształtowania się jego homoseksualnej tożsamości. Podczas pobytu w Słobódce prawdopodobnie próbował popełnić samobójstwo. Nauczycielem był do 1932 roku, pracując w szkołach we Włodzimierzu Wołyńskim i Lublinie (tu m.in. pełnił funkcję kierownika szkoły specjalnej).
W 1923 był współtwórcą czasopisma literackiego „Reflektor”, w którym debiutował utworem Opowieść o papierowej koronie. W 1927 ukazał się drukiem pierwszy tomik utworów poety, Kamień. Został on wysoko oceniony przez krytykę. W 1930 otrzymał z Ministerstwa Wyznań Religijnych i Oświecenia Publicznego stypendium na wyjazd do Francji.
Po powrocie do Lublina został redaktorem dodatku literackiego do „Ziemi Lubelskiej”. W styczniu 1932 rozpoczął wydawanie własnego dziennika pt. „Kurier Lubelski” – ukazało się go 129 numerów. Po zakończeniu prac nad „Kurierem” podjął starania mające na celu stworzenie kolejnego dziennika. Dzięki niemu zaczął wychodzić „Dziennik Lubelski”. Wypuszczono tylko dziewięć numerów.
W maju 1932 poeta wraz z Franciszką Arnsztajnową założył Lubelski Związek Literatów, który miał skupiać wszystkich pisarzy z ówczesnego województwa lubelskiego, niezależnie od formy twórczości.
W 1933 Czechowicz przeprowadził się do Warszawy. Tam między innymi redagował Kolumnę Literacką w dwutygodniku „Zet”, redagował czasopisma dla dzieci „Płomyk” i „Płomyczek”, współpracował z „Głosem Nauczycielskim”, „Pionem” i „Kameną”, a także pracował w dziale literackim Polskiego Radia. W latach 1938–1939 wydawał kwartalnik „Pióro”.
Po wybuchu II wojny światowej powrócił do rodzinnego miasta wraz z ewakuującymi się pracownikami Polskiego Radia.
Czechowicz zginął 9 września 1939 podczas bombardowania przez niemieckie lotnictwo Lublina. Poeta przebywał wtedy w zakładzie fryzjerskim w kamienicy przy Krakowskim Przedmieściu 46. Zwłoki zostały rozpoznane dzięki małemu, czerwonemu słownikowi języka angielskiego, z którym poeta nigdy się nie rozstawał. Pisarz umarł kilkaset metrów od domu rodzinnego, w okolicznościach łudząco przypominających śmierć podmiotu lirycznego w wierszu Żal („ja bombą trafiony w stallach”). Pochowany w kwaterze poległych w 1939. cmentarza przy ul. Lipowej w Lublinie (kwatera P4KJ-6-3).

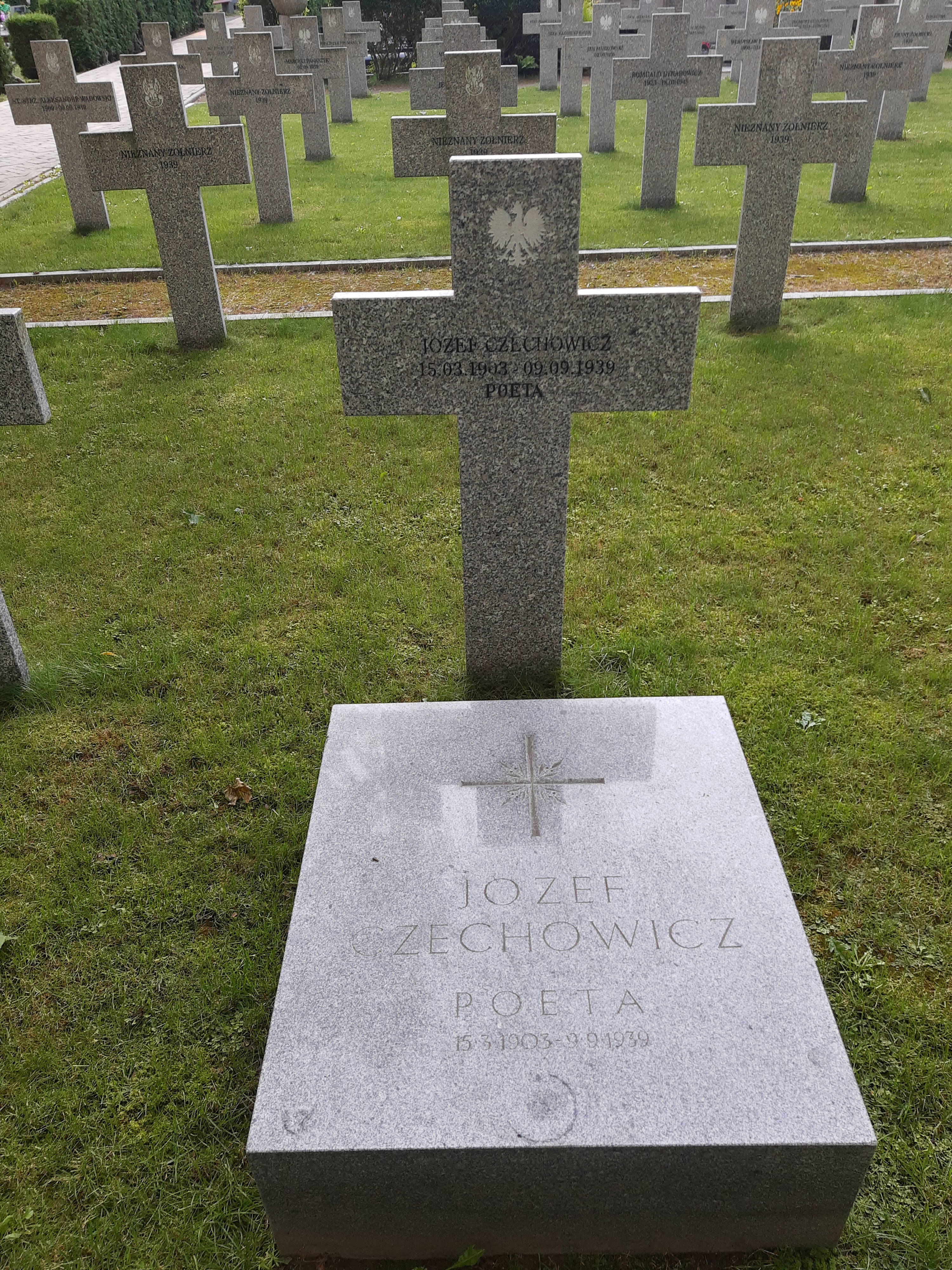
Grób Józefa Czechowicza na cmentarzu przy ul. Lipowej

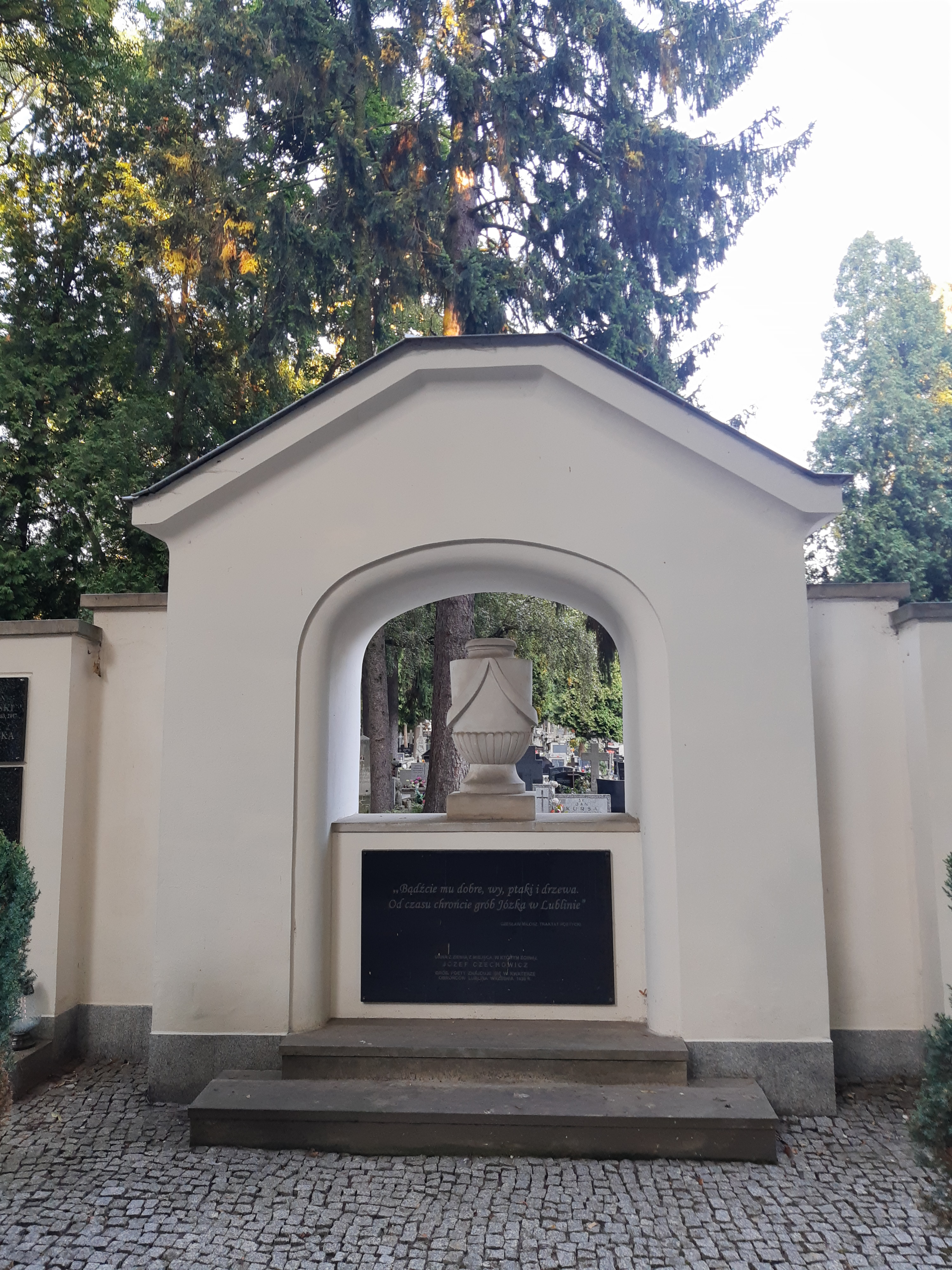
Urna z prochem z miejsca śmierci Czechowicza w kolumbarium cmentarza przy Lipowej w Lublinie (część wojskowo-komunalna)

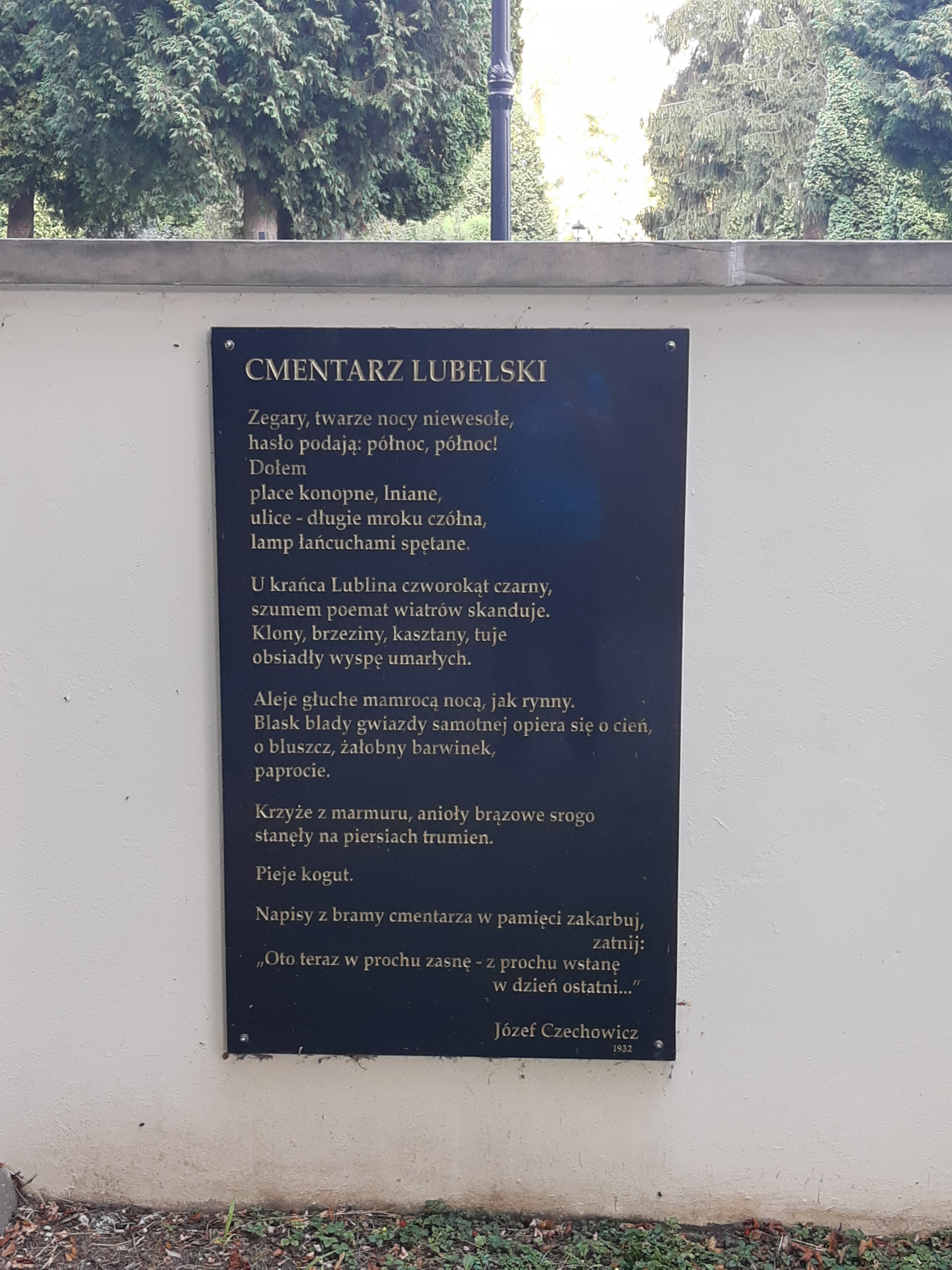
Tablica z wierszem Józefa Czechowicza Cmentarz Lubelski na kolumbarium cmentarza przy ulicy Lipowej

W miejscu zburzonej kamienicy po wojnie powstał plac nazwany imieniem Józefa Czechowicza. W 1969 roku odsłonięto tu pomnik poety.

## Twórczość

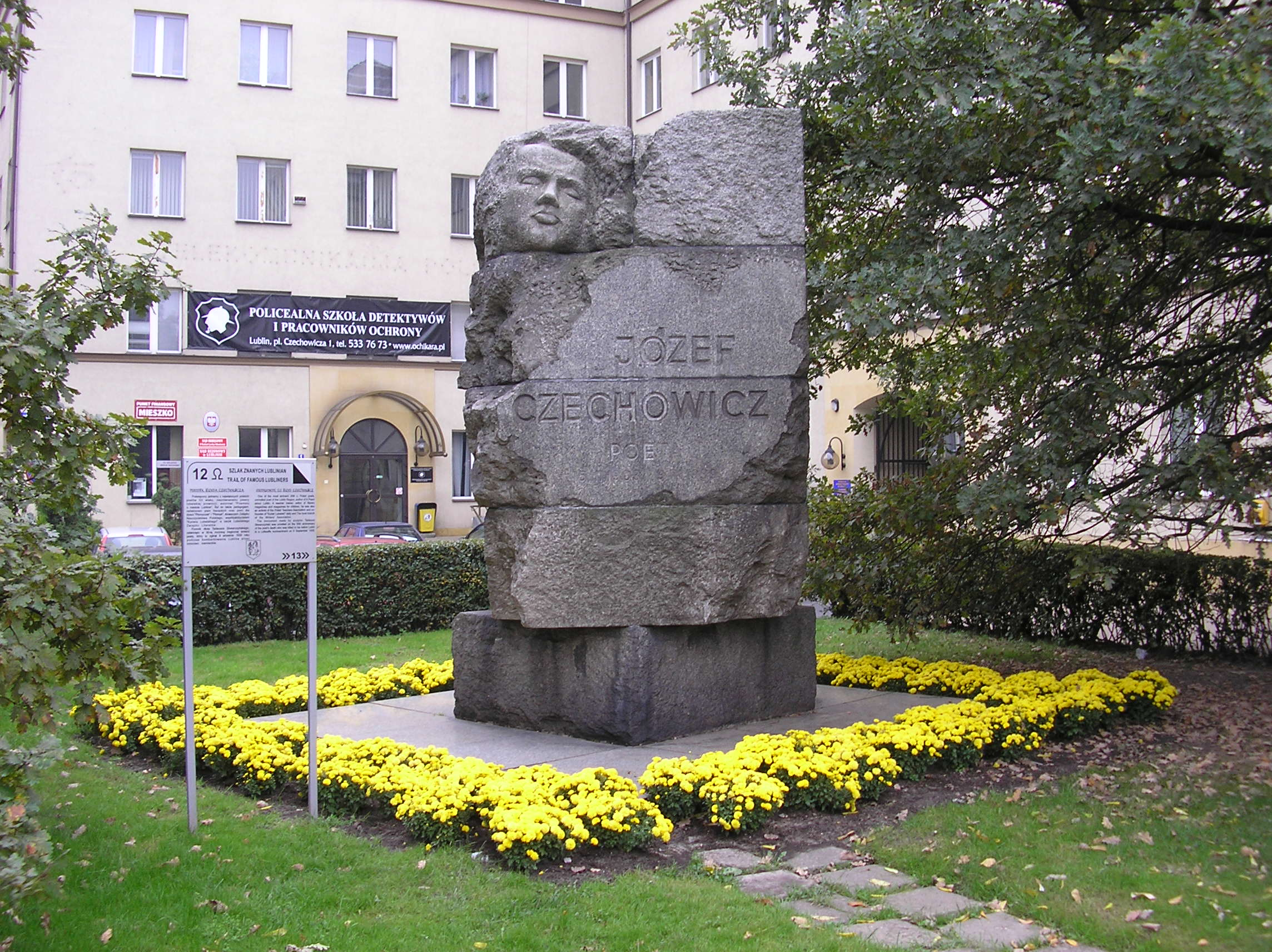
Pomnik Józefa Czechowicza na placu jego imienia w Lublinie

Po latach odkrywany jest jako jeden z najbardziej oryginalnych i indywidualnych poetów swego okresu. 
Najbardziej charakterystycznym elementem jego wierszy jest asyndeton. Poeta stosował fonostylistykę dopiero później odkrytą w wierszach Mirona Białoszewskiego, a nawet w niektórych wierszach Cypriana Kamila Norwida. W swoich wczesnych wierszach poeta tworzy atmosferę oniryczną i spokojną, jednak niepozwalającą zatopić się do szczętu w sensualistycznym, erotycznym świecie. Silny jest w niej osobliwy niedosyt i freudowska sublimacja (wykorzystywanie swej erotyczności w stosunku do przedmiotów zastępczych, na przykład umiłowanie muzyki może być umiłowaniem erotycznym).
Debiutował jako pisarz w 1923, publikując na łamach lubelskiego „Reflektora” utwór prozatorski pt. Opowieść o papierowej koronie, którego jednym z tematów jest niespełniona homoseksualna miłość. 
Jeszcze przed drugą wojną światową poeta obrazuje w swoich wierszach atmosferę katastrofy i upadku. W ten sposób wkracza w II Awangardę, katastrofizm. Wszystkie wiersze Czechowicza przejawiają silną, wręcz hipnotyczną sugestię, a jej senny charakter ma na celu skupienie uwagi odbiorcy wyłącznie na rozwoju i wydźwięku wiersza. Wiele wierszy katastroficznych przejawia strach przed rzeczywistością, przeczucie nadchodzącej tragedii, niepewność i niepokój. Poszczególne człony wielu wierszy przejawiają intertekstualną komunikację, dlatego odbieranie wiersza Czechowicza jest aktem całościowym.

### Wybrane publikacje
- Kamień[9], Lublin 1927
- Dzień jak co dzień[10]. Wiersze z lat 1927, 1928, 1929, Warszawa 1930
- Ballada z tamtej strony[11], Warszawa 1932
- Stare kamienie[12] (wspólnie z F. Arnsztajnową), Lublin 1934
- W błyskawicy. Poezje, Warszawa 1934
- Nic więcej[13], Warszawa 1936
- Czasu jutrzennego, 1937, wyst. Warszawa Teatr Nowy 1939
- nuta człowiecza[14], Warszawa 1939

## Czechowicz w piosenkach
- 1977 – Marek Grechuta: Szalona lokomotywa – tekst utworu Motorek
- 1991 – Grzegorz Turnau: Naprawdę nie dzieje się nic – tekst utworu Przez kresy
- 2006 – Grzegorz Turnau: Historia pewnej podróży – teksty utworów Twoja postać i Motorek
- 1993 – Armia: Czas i byt – tekst utworu Archanioły i ludzie
- 1997 – Marek Andrzejewski: Trolejbusowy batyskaf – tekst utworu Przez kresy
- 2008 – Federacja: Klechdy Lubelskie – teksty utworów Przez kresy i Inwokacja
- 2013 – Włodek Pawlik i inni wykonawcy: Wieczorem – cała płyta składa się z utworów do słów Józefa Czechowicza